# Jorge Xavier Murrieta
Jorge Xavier Murrieta Fernández, nacido el 23 de noviembre de 1985, es un regatista mexicano. También es graduado en ingeniería mecánica por la Universidad Iberoamericana en 2008.
Ha sido campeón de América del Norte en las clases J/24 (2009) y Snipe (2010).

## Juegos Panamericanos
Ganó la medalla de bronce en los Juegos Panamericanos de 2007 y la de plata en los Juegos Centroamericanos y del Caribe de 2010 en la clase Snipe. 

## Premios y reconocimientos
Fue nombrado "Luchador Olmeca" en 2007 y 2009 por la Confederación Deportiva Mexicana, A.C.